# Triade di Charcot
In medicina con triade di Charcot si intendono due differenti associazioni di tre segni clinici, caratteristiche di due diverse patologie: la colangite acuta e la sclerosi multipla. Entrambe le triadi devono il nome al medico francese Jean-Martin Charcot.
La triade colangitica di Charcot è composta da ittero, febbre con brividi e dolore in ipocondrio destro; questa triade sintomatologica è caratteristica della colangite acuta (ma si osserva anche nella colangite sclerosante primitiva).
Nel contesto delle patologie neurologiche, la triade neurologica di Charcot comprende la presenza di nistagmo, tremore intenzionale e parola scandita (disartria). Questa triade caratterizza il quadro clinico della sclerosi multipla.